# Space Oddity
 'Space Oddity' " là một bài hát được viết và thu âm bởi ca sĩ-nhạc sĩ người Anh David Bowie. Nó được phát hành lần đầu dưới dạng Đĩa đơn vào ngày 11 tháng 7 năm 1969 trước khi xuất hiện dưới dạng ca khúc mở đầu của album phòng thu thứ hai của anh ấy,  David Bowie . Nó đã trở thành một trong những bài hát đặc trưng của Bowie và là một trong bốn bài hát của anh ấy được đưa vào Đại sảnh Danh vọng Rock and Roll.
Lấy cảm hứng từ bộ phim của Stanley Kubrick năm 2001: A Space Odyssey (1968), bài hát nói về sự ra mắt của Major Tom, một Phi hanh gia hư cấu, và được phát hành trong thời gian rất quan tâm đến những chuyến bay vào vũ trụ. Nhiệm vụ Apollo 11 của Hoa Kỳ sẽ khởi động năm ngày sau đó và sẽ trở thành Tàu vũ trụ có người lái đầu tiên hạ cánh thêm năm ngày sau đó. Lời bài hát cũng đã được nhìn thấy trong chương trình vũ trụ của Anh, và vẫn là một dự án không người lái. Bowie đã xem lại nhân vật Major Tom của mình trong các bài hát "Tro tàn thành tro tàn", "Hallo Spaceboy" và có thể là video âm nhạc cho "Blackstar".
"Space Oddity" là đĩa đơn đầu tiên của Bowie được xếp hạng ở Anh. Nó đã lọt vào top năm trên bản phát hành đầu tiên và nhận được Giải thưởng đặc biệt Ivor Novello 1970 cho tính nguyên bản. Album thứ hai của ông, ban đầu được phát hành là David Bowie ở Anh, đã được đổi tên sau khi ca khúc được phát hành lại vào năm 1972 bởi RCA Records và được biết đến với cái tên này. Năm 1975, khi phát hành lại như một phần của đĩa đơn, bài hát đã trở thành đĩa đơn số 1 đầu tiên của Vương quốc Anh.
Vào năm 2013, bài hát đã trở nên phổ biến sau khi thu âm 44 năm sau khi Bowie của phi hành gia người Canada Chris Hadfield, người thực hiện bài hát (với lời bài hát được sửa đổi đôi chút) trong khi trên Trạm vũ trụ quốc tế, và do đó trở thành video âm nhạc đầu tiên được quay trong không gian. Vào tháng 1 năm 2016, bài hát đã trở lại bảng xếp hạng đĩa đơn trên toàn thế giới sau cái chết của Bowie, bao gồm việc trở thành đĩa đơn đầu tiên của Bowie đứng đầu Bảng xếp hạng đĩa đơn của Pháp. Bài hát cũng được xếp hạng thứ ba trên ITunes vào ngày 12 tháng 1 năm 2016.